# Санделин, Эллен
Эллен Санделин (швед. Ellen Beata Elisabeth Sandelin, 19 июля 1862 — 7 августа 1907) — шведский врач.

## Биография
Эллен родилась в 1862 в Карлскуге. Она была дочерью врача Карла Хенрика Санделина и Беды Коллетт. Она окончила школу для девочек Wallinska skolan в Стокгольме — это была одна из первых пяти школ в Швеции, где девушки могли получить академическое образование, и первая школа, которая принимала выпускные экзамены (Studentexamen), позволявшие поступать в университет. После Wallinska skolan Эллен продолжила учиться в школе для девочек в Карлстаде, затем поступила в Университет Кристиании (впоследствии переименованный в Университет Осло) в Норвегии.
Эллен Санделин жила в то время, когда высшее медицинское образование стало доступным для женщин. В 1885 г. она в Уппсале начала учиться на врача и в 1891 г. получила степень бакалавра, а в 1897 г. получила медицинскую лицензию в Каролинском институте в Стокгольме. В том же году она стала практикующим врачом, а также начала преподавать физиологию и санитарное просвещение в нескольких учебных заведениях для девушек. Она также читала ставшие популярными публичные лекции по физиологии и гигиене.
Кроме медицины Эллен Санделин участвовала в движении за женское равноправие: входила в состав комитета по вопросам женского избирательного права и читала лекции на женском конгрессе в Лондоне в 1899 г. и в Берлине в 1904 г.
Эллен Санделин скончалась в 1907 г. в Стокгольме в возрасте 45 лет.